# I ragazzi di via Pal
I ragazzi di via Pál è un film del 1935 diretto dai registi Cesare Civita, Alberto Mondadori e Mario Monicelli (cugino di Mondadori). Tratto dall'omonimo romanzo dello scrittore ungherese Ferenc Molnár (di cui Arnoldo Mondadori deteneva i diritti dell'edizione italiana), fu girato usando come attori degli iscritti al GUF di Milano.
Anni dopo lo stesso regista Monicelli, ricordando il suo primo film girato all'età di 19 anni, espresse un giudizio positivo dicendo che «era ben fatto, parlava dei miei coetanei».

## Riconoscimenti
- 1935 - Mostra internazionale d'arte cinematografica
  - Premio concorso per passoridottisti (16 mm)